# Igreja de São Miguel (Armamar)

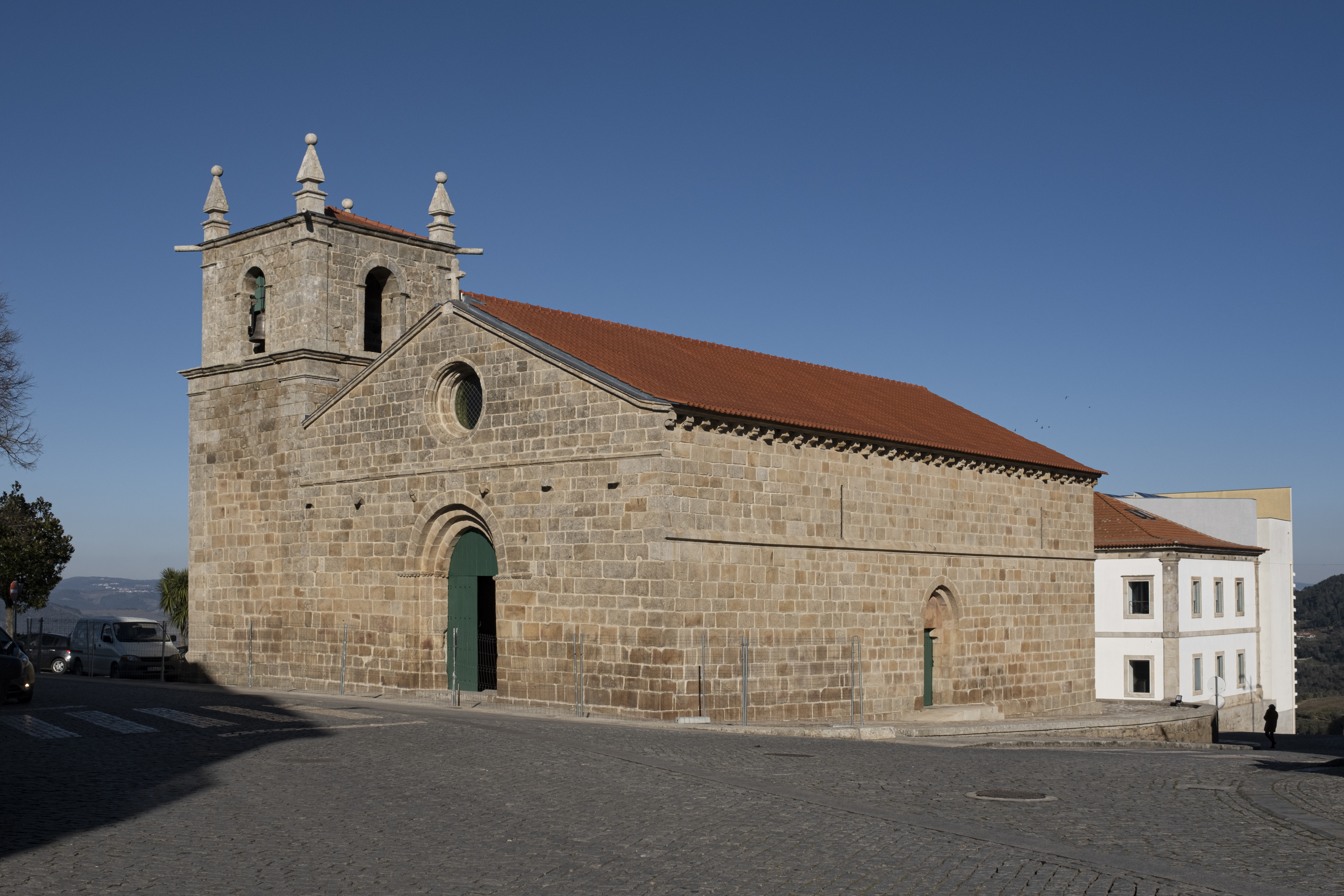
Fachada principal da igreja matriz de Armamar.

A Igreja Matriz de São Miguel de Armamar é uma igreja que se situa na freguesia e no município de Armamar, em Portugal.
É o único monumento nacional do município, conforme publicação no Diário do Governo de 2 de junho de 1922, Decreto n.º 8:175 da 2.ª Repartição da Direção Geral de Belas Artes (Ministério da Instrução Pública).
Igreja cuja construção remonta possivelmente ao século XII, sofreu várias intervenções posteriores à construção nos séculos XVII, XVIII, XX e a última intervenção no ano 2022, ano do centenário da classificação como Monumento Nacional.
Segundo a tradição a igreja terá sido construída com pedras do demolido Castelo de Armamar, antes da fundação do Mosteiro de Salzedas. As opiniões a este respeito dividem-se: há quem considere que a igreja foi fundada por Egas Moniz, aio do Rei D. Afonso Henriques; outros dizem que por iniciativa de Egas Moniz terá sido construído um primitivo templo, talvez uma capela, e não a atual igreja que lhe terá sucedido. De todas as opiniões regista-se como data provável da sua construção os finais do século XII, princípios do século XIII.
Construída numa combinação de estilos românico e gótico, possui planta retangular, com três naves e torre sineira de planta quadrada. Tanto a fachada como o interior estão construídos em cantaria de granito. Na parte posterior situa-se a capela-mor com cobertura em quarto de esfera.
O monumento teve obras em meados do Séc. XX, entre 1952 e 1956, que lhe devolveram a traça românica original. Em 2022, ano do centenário da classificação como Monumento Nacional, sofreu uma importante intervenção de reabilitação e restauro. Essa intervenção decorreu entre os meses de fevereiro de 2022 e fevereiro de 2023, e as obras consistiram na reabilitação das coberturas, alvenarias e pavimentos, assim como no restauro de pinturas murais e elementos de arte sacra. Foram ainda restaurados os sinos, o relógio e instalados novos sistemas de iluminação, de som e alarmes.